# گولدوین (ویرجینیا)
گولدوین (به انگلیسی: Goldvein) یک منطقهٔ مسکونی در ایالات متحده آمریکا است که در Fauquier County واقع شده‌است.